# Fase de grupos da Copa Libertadores da América de 2018
A fase de grupos da Copa Libertadores da América de 2018 foi disputada entre 27 de fevereiro e 24 de maio. O sorteio dos grupos ocorreu em Luque, no Paraguai, em 20 de dezembro de 2017.
O campeão e o vice de cada grupo ao final de seis jogos disputados dentro dos grupos avançaram à fase final, iniciando a partir das oitavas. Os terceiros colocados de cada grupos foram transferidos para a segunda fase da Copa Sul-Americana de 2018.
As datas e horários dos jogos foram anunciados pela CONMEBOL em 21 de dezembro de 2017.

## Critérios de desempate
De acordo com o regulamento estabelecido para as últimas edições, caso duas ou mais equipes empatassem em números de pontos ao final da segunda fase, os seguintes critérios seriam aplicados:
1. melhor saldo de gols entre as equipes em questão;
2. maior número de gols marcados entre as equipes em questão;
3. maior número de gols marcados como visitante entre as equipes em questão;
4. ranking da CONMEBOL.

## Grupos
|  | Equipes classificadas para a fase final                                |
|  | Equipes transferidas para a segunda fase da Copa Sul-Americana de 2018 |
|  | Equipes eliminadas                                                     |

Todas as partidas estão no horário local.

### Grupo A
| Pos | Equipe            | Pts | J | V | E | D | GP | GC | SG  | Classificado               |  | GRE | CPO | DEF | MON |
| --- | ----------------- | --- | - | - | - | - | -- | -- | --- | -------------------------- |  | --- | --- | --- | --- |
| 1   | Grêmio            | 14  | 6 | 4 | 2 | 0 | 13 | 2  | +11 | Fase final                 |  | —   | 5–0 | 1–0 | 4–0 |
| 2   | Cerro Porteño     | 13  | 6 | 4 | 1 | 1 | 8  | 8  | 0   | Fase final                 |  | 0–0 | —   | 2–1 | 3–2 |
| 3   | Defensor Sporting | 4   | 6 | 1 | 1 | 4 | 5  | 7  | −2  | Play-offs da Sul-Americana |  | 1–1 | 0–1 | —   | 3–1 |
| 4   | Monagas           | 3   | 6 | 1 | 0 | 5 | 5  | 14 | −9  |                            |  | 1–2 | 0–2 | 1–0 | —   |

| 27 de fevereiro | Monagas | 0 – 2     | Cerro Porteño                    | Estádio Monumental, Maturín                                    |
| 18:15 (UTC−4)   |         | Relatório | Insaurralde 26' · M. Cáceres 52' | Público: 32 058[carece de fontes?] Árbitro: ARG Mauro Vigliano |

| 27 de fevereiro | Defensor Sporting | 1 – 1     | Grêmio     | Estádio Luis Franzini, Montevidéu                                  |
| 19:15 (UTC−3)   | Maulella 84'      | Relatório | Maicon 80' | Público: 10 601[carece de fontes?] Árbitro: ARG Fernando Rapallini |

| 13 de março   | Cerro Porteño    | 2 – 1     | Defensor Sporting | Estádio General Pablo Rojas, Assunção                          |
| 21:30 (UTC−3) | Churín 8', 90+6' | Relatório | Benavídez 46'     | Público: 35 000[carece de fontes?] Árbitro: ECU Roddy Zambrano |

| 4 de abril    | Grêmio                                         | 4 – 0     | Monagas | Arena do Grêmio, Porto Alegre            |
| 19:15 (UTC−3) | Jael 50' · Everton 60' · Luan 86' · Cícero 90' | Relatório |         | Público: 21 250 Árbitro: ECU Carlos Orbe |

| 17 de abril   | Defensor Sporting                      | 3 – 1     | Monagas       | Estádio Luis Franzini, Montevidéu                          |
| 19:15 (UTC−3) | Benavídez 57', 64' · Cabrera 68' (pen) | Relatório | Vogliotti 63' | Público: 10 000[carece de fontes?] Árbitro: PER Diego Haro |

| 17 de abril   | Cerro Porteño | 0 – 0     | Grêmio | Estádio General Pablo Rojas, Assunção                          |
| 20:30 (UTC−4) |               | Relatório |        | Público: 46 167[carece de fontes?] Árbitro: ARG Germán Delfino |

| 25 de abril   | Monagas   | 1 – 0     | Defensor Sporting | Estádio Monumental, Maturín                                 |
| 20:45 (UTC−4) | Trejo 52' | Relatório |                   | Público: 4 000[carece de fontes?] Árbitro: COL Andrés Rojas |

| 1 de maio     | Grêmio                                                | 5 – 0     | Cerro Porteño | Arena do Grêmio, Porto Alegre                 |
| 19:15 (UTC−3) | Everton 27', 71' · Ramiro 30' · Jael 49' · Cícero 81' | Relatório |               | Público: 44 673 Árbitro: ARG Patricio Loustau |

| 15 de maio    | Defensor Sporting | 0 – 1     | Cerro Porteño | Estádio Luis Franzini, Montevidéu                            |
| 19:15 (UTC−3) |                   | Relatório | Churín 90'    | Público: 6 000[carece de fontes?] Árbitro: ARG Néstor Pitana |

| 15 de maio    | Monagas                | 1 – 2     | Grêmio                           | Estádio Monumental, Maturín                                        |
| 20:30 (UTC−4) | Kannemann 90+1' (g.c.) | Relatório | Ramiro 68' · Jailson 90+6' (pen) | Público: 11 190[carece de fontes?] Árbitro: ARG Fernando Rapallini |

| 23 de maio    | Cerro Porteño                                   | 3 – 2     | Monagas               | Estádio General Pablo Rojas, Assunção |
| 18:15 (UTC−4) | Churín 5' (pen) · Haedo Valdez 47' (pen), 90+1' | Relatório | Rojas 70' · Cádiz 79' | Árbitro: ARG Fernando Espinoza        |

| 23 de maio    | Grêmio   | 1 – 0     | Defensor Sporting | Arena do Grêmio, Porto Alegre              |
| 19:15 (UTC−3) | Luan 65' | Relatório |                   | Público: 18 051 Árbitro: COL Nicolás Gallo |

### Grupo B
| Pos | Equipe            | Pts | J | V | E | D | GP | GC | SG | Classificado               |  | ATN | COL | BOL | DEL |
| --- | ----------------- | --- | - | - | - | - | -- | -- | -- | -------------------------- |  | --- | --- | --- | --- |
| 1   | Atlético Nacional | 10  | 6 | 3 | 1 | 2 | 9  | 3  | +6 | Fase final                 |  | —   | 0–0 | 4–1 | 4–0 |
| 2   | Colo-Colo         | 8   | 6 | 2 | 2 | 2 | 5  | 5  | 0  | Fase final                 |  | 0–1 | —   | 2–0 | 0–2 |
| 3   | Bolívar           | 8   | 6 | 2 | 2 | 2 | 6  | 9  | −3 | Play-offs da Sul-Americana |  | 1–0 | 1–1 | —   | 2–1 |
| 4   | Delfín            | 7   | 6 | 2 | 1 | 3 | 6  | 9  | −3 |                            |  | 1–0 | 1–2 | 1–1 | —   |

| 27 de fevereiro | Colo-Colo | 0 – 1     | Atlético Nacional | Estádio Monumental, Santiago                                   |
| 21:30 (UTC−3)   |           | Relatório | Hernández 66'     | Público: 40 034[carece de fontes?] Árbitro: BRA Wilton Sampaio |

| 28 de fevereiro | Delfín        | 1 – 1     | Bolívar      | Estádio Jocay, Manta                                           |
| 19:45 (UTC−5)   | Ordóñez 45+1' | Relatório | Riquelme 18' | Público: 15 253[carece de fontes?] Árbitro: BRA Rodolpho Toski |

| 14 de março   | Bolívar        | 1 – 1     | Colo-Colo  | Estádio Hernando Siles, La Paz                                |
| 18:15 (UTC−4) | Arce 37' (pen) | Relatório | Rivero 42' | Público: 18 346[carece de fontes?] Árbitro: ARG Darío Herrera |

| 14 de março   | Atlético Nacional                              | 4 – 0     | Delfín | Estádio Atanasio Girardot, Medellín                        |
| 19:45 (UTC−5) | Moreno 31' (pen) · Lenis 46', 56' · Torres 52' | Relatório |        | Público: 30 560[carece de fontes?] Árbitro: PER Diego Haro |

| 5 de abril    | Colo-Colo | 0 – 2     | Delfín                               | Estádio Monumental, Santiago                                     |
| 19:15 (UTC−3) |           | Relatório | Arismendi 52' · Carmona 90+2' (g.c.) | Público: 30 281[carece de fontes?] Árbitro: URU Daniel Fedorczuk |

| 5 de abril    | Bolívar      | 1 – 0     | Atlético Nacional | Estádio Hernando Siles, La Paz                                |
| 20:30 (UTC−4) | Riquelme 37' | Relatório |                   | Público: 24 700[carece de fontes?] Árbitro: ARG Néstor Pitana |

| 24 de abril   | Atlético Nacional                                | 4 – 1     | Bolívar      | Estádio Atanasio Girardot, Medellín                           |
| 19:30 (UTC−5) | Castellani 12' · Hernández 31' · Moreno 33', 65' | Relatório | Riquelme 48' | Público: 39 577[carece de fontes?] Árbitro: BRA Raphael Claus |

| 2 de maio     | Delfín       | 1 – 2     | Colo-Colo                      | Estádio Jocay, Manta                                         |
| 19:45 (UTC−5) | Chicaiza 78' | Relatório | Valdés 20' · Paredes 44' (pen) | Público: 14 900[carece de fontes?] Árbitro: URU Andrés Cunha |

| 15 de maio    | Delfín       | 1 – 0     | Atlético Nacional | Estádio Jocay, Manta                                           |
| 17:15 (UTC−5) | Chicaiza 19' | Relatório |                   | Público: 6 000[carece de fontes?] Árbitro: PER Víctor Carrillo |

| 15 de maio    | Colo-Colo        | 2 – 0     | Bolívar | Estádio Monumental, Santiago                                 |
| 20:30 (UTC−4) | Paredes 30', 37' | Relatório |         | Público: 35 000[carece de fontes?] Árbitro: BRA Sandro Ricci |

| 24 de maio    | Atlético Nacional | 0 – 0     | Colo-Colo | Estádio Atanasio Girardot, Medellín                           |
| 19:30 (UTC−5) |                   | Relatório |           | Público: 36 789[carece de fontes?] Árbitro: ARG Néstor Pitana |

| 24 de maio    | Bolívar           | 2 – 1     | Delfín            | Estádio Hernando Siles, La Paz                                 |
| 20:30 (UTC−4) | Callejón 12', 47' | Relatório | Raldes 49' (g.c.) | Público: 20 000[carece de fontes?] Árbitro: BRA Wilton Sampaio |

### Grupo C
| Pos | Equipe           | Pts | J | V | E | D | GP | GC | SG  | Classificado               |  | LIB | TUC | PEN | STR |
| --- | ---------------- | --- | - | - | - | - | -- | -- | --- | -------------------------- |  | --- | --- | --- | --- |
| 1   | Libertad         | 13  | 6 | 4 | 1 | 1 | 10 | 4  | +6  | Fase final                 |  | —   | 0–0 | 2–1 | 3–0 |
| 2   | Atlético Tucumán | 10  | 6 | 3 | 1 | 2 | 7  | 6  | +1  | Fase final                 |  | 0–2 | —   | 1–0 | 3–0 |
| 3   | Peñarol          | 9   | 6 | 3 | 0 | 3 | 8  | 5  | +3  | Play-offs da Sul-Americana |  | 2–0 | 3–1 | —   | 2–0 |
| 4   | The Strongest    | 3   | 6 | 1 | 0 | 5 | 3  | 13 | −10 |                            |  | 1–3 | 1–2 | 1–0 | —   |

| 13 de março   | Atlético Tucumán | 0 – 2     | Libertad                  | Estádio José Fierro, San Miguel de Tucumán                    |
| 19:15 (UTC−3) |                  | Relatório | Salcedo 63' · Alborno 78' | Público: 30 000[carece de fontes?] Árbitro: BRA Raphael Claus |

| 15 de março   | The Strongest | 1 – 0     | Peñarol | Estádio Hernando Siles, La Paz                                   |
| 18:15 (UTC−4) | Carcelén 19'  | Relatório |         | Público: 27 579[carece de fontes?] Árbitro: BRA Anderson Daronco |

| 3 de abril    | Libertad                    | 3 – 0     | The Strongest | Estádio Dr. Nicolás Leoz, Assunção                        |
| 18:15 (UTC−4) | Báez 58' · Leiva 65', 90+2' | Relatório |               | Público: 8 711[carece de fontes?] Árbitro: PER Diego Haro |

| 4 de abril    | Peñarol                                               | 3 – 1     | Atlético Tucumán    | Estádio Campeón del Siglo, Montevidéu                          |
| 19:15 (UTC−3) | C. Rodríguez 10' (pen) · Acosta 50' (g.c.) · Rojo 82' | Relatório | Rodríguez 64' (pen) | Público: 28 605[carece de fontes?] Árbitro: BRA Wilton Sampaio |

| 18 de abril   | The Strongest | 1 – 2     | Atlético Tucumán       | Estádio Hernando Siles, La Paz                                 |
| 18:15 (UTC−4) | Ibargüen 37'  | Relatório | Romat 11' · Toledo 74' | Público: 24 907[carece de fontes?] Árbitro: CHI Julio Bascuñán |

| 18 de abril   | Libertad                  | 2 – 1     | Peñarol       | Estádio Dr. Nicolás Leoz, Assunção                           |
| 20:45 (UTC−4) | Salcedo 74' · Cardozo 89' | Relatório | Fernández 46' | Público: 9 031[carece de fontes?] Árbitro: COL Wilmar Roldán |

| 25 de abril   | Atlético Tucumán                     | 3 – 0     | The Strongest | Estádio José Fierro, San Miguel de Tucumán                       |
| 19:15 (UTC−3) | Díaz 30' · Núñez 44' · Rodríguez 89' | Relatório |               | Público: 30 000[carece de fontes?] Árbitro: BRA Luiz de Oliveira |

| 26 de abril   | Peñarol                                | 2 – 0     | Libertad | Estádio Campeón del Siglo, Montevidéu                            |
| 21:30 (UTC−4) | C. Rodríguez 43' (pen.) · Palacios 90' | Relatório |          | Público: 25 000[carece de fontes?] Árbitro: BRA Anderson Daronco |

| 2 de maio     | Atlético Tucumán | 1 – 0     | Peñarol | Estádio José Fierro, San Miguel de Tucumán                   |
| 19:15 (UTC−3) | Díaz 58'         | Relatório |         | Público: 35 000[carece de fontes?] Árbitro: BRA Sandro Ricci |

| 3 de maio     | The Strongest | 1 – 3     | Libertad                                | Estádio Hernando Siles, La Paz                                  |
| 20:30 (UTC−4) | Castro 47'    | Relatório | Cardozo 21', 90+2' (pen.) · Bareiro 85' | Público: 10 000[carece de fontes?] Árbitro: BRA Ricardo Marques |

| 17 de maio    | Libertad | 0 – 0     | Atlético Tucumán | Estádio Dr. Nicolás Leoz, Assunção                            |
| 18:15 (UTC−4) |          | Relatório |                  | Público: 4 657[carece de fontes?] Árbitro: BRA Wilton Sampaio |

| 17 de maio    | Peñarol                               | 2 – 0     | The Strongest | Estádio Campeón del Siglo, Montevidéu                        |
| 19:15 (UTC−3) | Palacios 19' · C. Rodríguez 37' (pen) | Relatório |               | Público: 20 000[carece de fontes?] Árbitro: COL Andrés Rojas |

### Grupo D
| Pos | Equipe      | Pts | J | V | E | D | GP | GC | SG | Classificado               |  | RIV | FLA | SFE | EME |
| --- | ----------- | --- | - | - | - | - | -- | -- | -- | -------------------------- |  | --- | --- | --- | --- |
| 1   | River Plate | 12  | 6 | 3 | 3 | 0 | 6  | 3  | +3 | Fase final                 |  | —   | 0–0 | 0–0 | 2–1 |
| 2   | Flamengo    | 10  | 6 | 2 | 4 | 0 | 7  | 4  | +3 | Fase final                 |  | 2–2 | —   | 1–1 | 2–0 |
| 3   | Santa Fe    | 7   | 6 | 1 | 4 | 1 | 5  | 3  | +2 | Play-offs da Sul-Americana |  | 0–1 | 0–0 | —   | 1–1 |
| 4   | Emelec      | 1   | 6 | 0 | 1 | 5 | 3  | 11 | −8 |                            |  | 0–1 | 1–2 | 0–3 | —   |

| 28 de fevereiro | Flamengo                                 | 2 – 2     | River Plate           | Estádio Nilton Santos, Rio de Janeiro         |
| 21:45 (UTC−3)   | Henrique Dourado 53' (pen) · Éverton 65' | Relatório | Mora 55' · Mayada 86' | Público: 0 (PF) Árbitro: PER Michael Espinoza |

| 1 de março    | Santa Fe   | 1 – 1     | Emelec     | Estádio El Campín, Bogotá                                 |
| 17:15 (UTC−5) | Morelo 41' | Relatório | Angulo 56' | Público: 28 689[carece de fontes?] Árbitro: VEN Juan Soto |

| 14 de março   | Emelec     | 1 – 2     | Flamengo                 | Estádio George Capwell, Guaiaquil                                   |
| 19:45 (UTC−5) | Angulo 64' | Relatório | Vinícius Júnior 77', 84' | Público: 30 000[carece de fontes?] Árbitro: PAR Mario Díaz de Vivar |

| 5 de abril    | River Plate | 0 – 0     | Santa Fe | Estádio Monumental de Núñez, Buenos Aires                      |
| 19:15 (UTC−3) |             | Relatório |          | Público: 61 000[carece de fontes?] Árbitro: CHI Julio Bascuñán |

| 18 de abril   | Flamengo            | 1 – 1     | Santa Fe   | Estádio do Maracanã, Rio de Janeiro       |
| 21:45 (UTC−3) | Henrique Dourado 7' | Relatório | Morelo 30' | Público: 0 (PF) Árbitro: URU Andrés Cunha |

| 19 de abril   | Emelec | 0 – 1     | River Plate | Estádio George Capwell, Guaiaquil                               |
| 19:30 (UTC−5) |        | Relatório | Pinola 43'  | Público: 26 345[carece de fontes?] Árbitro: PAR Enrique Cáceres |

| 25 de abril   | Santa Fe | 0 – 0     | Flamengo | Estádio El Campín, Bogotá                                        |
| 19:45 (UTC−5) |          | Relatório |          | Público: 20 128[carece de fontes?] Árbitro: URU Daniel Fedorczuk |

| 26 de abril   | River Plate               | 2 – 1     | Emelec         | Estádio Monumental de Núñez, Buenos Aires                       |
| 19:15 (UTC−3) | Pratto 65' · Martínez 73' | Relatório | Preciado 90+1' | Público: 50 000[carece de fontes?] Árbitro: PER Víctor Carrillo |

| 3 de maio     | Santa Fe | 0 – 1     | River Plate | Estádio El Campín, Bogotá                                     |
| 19:30 (UTC−5) |          | Relatório | Pratto 23'  | Público: 25 000[carece de fontes?] Árbitro: CHI Roberto Tobar |

| 16 de maio    | Flamengo                   | 2 – 0     | Emelec | Estádio do Maracanã, Rio de Janeiro     |
| 21:45 (UTC−3) | Éverton Ribeiro 47', 90+1' | Relatório |        | Público: 40 390 Árbitro: PER Diego Haro |

| 23 de maio    | Emelec | 0 – 3     | Santa Fe                             | Estádio George Capwell, Guaiaquil |
| 19:45 (UTC−5) |        | Relatório | Tesillo 39' · Morelo 51' · Pajoy 53' | Árbitro: CHI Piero Maza           |

| 23 de maio    | River Plate | 0 – 0     | Flamengo | Estádio Monumental de Núñez, Buenos Aires |
| 21:45 (UTC−3) |             | Relatório |          | Árbitro: URU Andrés Cunha                 |

### Grupo E
| Pos | Equipe               | Pts | J | V | E | D | GP | GC | SG  | Classificado               |  | CRU | RAC | VAS | UCH |
| --- | -------------------- | --- | - | - | - | - | -- | -- | --- | -------------------------- |  | --- | --- | --- | --- |
| 1   | Cruzeiro             | 11  | 6 | 3 | 2 | 1 | 15 | 5  | +10 | Fase final                 |  | —   | 2–1 | 0–0 | 7–0 |
| 2   | Racing               | 11  | 6 | 3 | 2 | 1 | 12 | 6  | +6  | Fase final                 |  | 4–2 | —   | 4–0 | 1–0 |
| 3   | Vasco da Gama        | 5   | 6 | 1 | 2 | 3 | 3  | 10 | −7  | Play-offs da Sul-Americana |  | 0–4 | 1–1 | —   | 0–1 |
| 4   | Universidad de Chile | 5   | 6 | 1 | 2 | 3 | 2  | 11 | −9  |                            |  | 0–0 | 1–1 | 0–2 | —   |

| 27 de fevereiro | Racing                              | 4 – 2     | Cruzeiro                        | Estádio El Cilindro, Avellaneda                               |
| 21:30 (UTC−3)   | Martínez 13', 44', 62' · Solari 76' | Relatório | De Arrascaeta 29' · Robinho 69' | Público: 35 920[carece de fontes?] Árbitro: COL Wilmar Roldán |

| 13 de março   | Vasco da Gama | 0 – 1     | Universidad de Chile | Estádio São Januário, Rio de Janeiro          |
| 21:30 (UTC−3) |               | Relatório | Araos 76'            | Público: 17 681 Árbitro: URU Daniel Fedorczuk |

| 3 de abril    | Universidad de Chile | 1 – 1     | Racing      | Estádio Nacional, Santiago                                      |
| 21:30 (UTC−3) | Pizarro 9'           | Relatório | Donatti 22' | Público: 45 545[carece de fontes?] Árbitro: PAR Enrique Cáceres |

| 4 de abril    | Cruzeiro | 0 – 0     | Vasco da Gama | Estádio Mineirão, Belo Horizonte           |
| 21:45 (UTC−3) |          | Relatório |               | Público: 38 019 Árbitro: BRA Raphael Claus |

| 19 de abril   | Racing                                                        | 4 – 0     | Vasco da Gama | Estádio El Cilindro, Avellaneda                                |
| 19:15 (UTC−3) | Centurión 32' · Martínez 38' · Zaracho 51' · López 60' (pen.) | Relatório |               | Público: 31 893[carece de fontes?] Árbitro: PAR Ulises Mereles |

| 19 de abril   | Universidad de Chile | 0 – 0     | Cruzeiro | Estádio Nacional, Santiago                                      |
| 21:30 (UTC−3) |                      | Relatório |          | Público: 45 084[carece de fontes?] Árbitro: PER Víctor Carrillo |

| 26 de abril   | Cruzeiro                                                                                         | 7 – 0     | Universidad de Chile | Estádio Mineirão, Belo Horizonte            |
| 19:15 (UTC−3) | Thiago Neves 9', 74' · Rafinha 17' · Sassá 43' (pen), 61' · De Arrascaeta 53' · Rafael Sóbis 80' | Relatório |                      | Público: 34 147 Árbitro: ECU Roddy Zambrano |

| 26 de abril   | Vasco da Gama | 1 – 1     | Racing       | Estádio São Januário, Rio de Janeiro    |
| 21:30 (UTC−3) | Wagner 80'    | Relatório | Martínez 31' | Público: 10 379 Árbitro: PER Diego Haro |

| 2 de maio     | Vasco da Gama | 0 – 4     | Cruzeiro                                   | Estádio São Januário, Rio de Janeiro          |
| 21:45 (UTC−3) |               | Relatório | Léo 9' · Thiago Neves 24' · Sassá 32', 54' | Público: 12 973 Árbitro: BRA Anderson Daronco |

| 3 de maio     | Racing      | 1 – 0     | Universidad de Chile | Estádio El Cilindro, Avellaneda                                 |
| 19:15 (UTC−3) | Donatti 80' | Relatório |                      | Público: 20 000[carece de fontes?] Árbitro: PAR Enrique Cáceres |

| 22 de maio    | Universidad de Chile | 0 – 2     | Vasco da Gama                      | Estádio Nacional, Santiago |
| 20:30 (UTC−4) |                      | Relatório | Bruno Silva 14' · Yago Pikachu 81' | Árbitro: BOL Gery Vargas   |

| 22 de maio    | Cruzeiro                          | 2 – 1     | Racing        | Estádio Mineirão, Belo Horizonte          |
| 21:30 (UTC−3) | Thiago Neves 2' · Lucas Silva 10' | Relatório | Centurión 27' | Público: 43 276 Árbitro: COL Andrés Rojas |

### Grupo F
| Pos | Equipe         | Pts | J | V | E | D | GP | GC | SG | Classificado               |  | SAN | EST | CNF | RGA |
| --- | -------------- | --- | - | - | - | - | -- | -- | -- | -------------------------- |  | --- | --- | --- | --- |
| 1   | Santos         | 10  | 6 | 3 | 1 | 2 | 6  | 4  | +2 | Fase final                 |  | —   | 2–0 | 3–1 | 0–0 |
| 2   | Estudiantes    | 8   | 6 | 2 | 2 | 2 | 6  | 4  | +2 | Fase final                 |  | 0–1 | —   | 3–1 | 3–0 |
| 3   | Nacional       | 8   | 6 | 2 | 2 | 2 | 7  | 6  | +1 | Play-offs da Sul-Americana |  | 1–0 | 0–0 | —   | 4–0 |
| 4   | Real Garcilaso | 6   | 6 | 1 | 3 | 2 | 2  | 7  | −5 |                            |  | 2–0 | 0–0 | 0–0 | —   |

| 28 de fevereiro | Nacional | 0 – 0     | Estudiantes | Estádio Gran Parque Central, Montevidéu                             |
| 19:15 (UTC−3)   |          | Relatório |             | Público: 22 500[carece de fontes?] Árbitro: PAR Mario Díaz de Vivar |

| 1 de março    | Real Garcilaso         | 2 – 0     | Santos | Estádio Inca Garcilaso de la Vega, Cusco                    |
| 17:15 (UTC−5) | Vidales 7' · Ramúa 88' | Relatório |        | Público: 35 190[carece de fontes?] Árbitro: BOL Gery Vargas |

| 14 de março   | Estudiantes                        | 3 – 0     | Real Garcilaso | Estádio Ciudad de La Plata, La Plata                           |
| 19:15 (UTC−3) | Melano 52' · Pavone 74' (pen), 86' | Relatório |                | Público: 35 932[carece de fontes?] Árbitro: VEN Alexis Herrera |

| 15 de março   | Santos                               | 3 – 1     | Nacional  | Estádio do Pacaembu, São Paulo              |
| 19:15 (UTC−3) | Eduardo Sasha 19', 83' · Rodrygo 47' | Relatório | Oliva 82' | Público: 18 077 Árbitro: PAR Ulises Mereles |

| 3 de abril    | Real Garcilaso | 0 – 0     | Nacional | Estádio Inca Garcilaso de la Vega, Cusco                      |
| 17:15 (UTC−5) |                | Relatório |          | Público: 33 709[carece de fontes?] Árbitro: COL Wilmar Roldán |

| 5 de abril    | Estudiantes | 0 – 1     | Santos           | Estádio José Luis Meiszner, Quilmes                            |
| 21:30 (UTC−3) |             | Relatório | Arthur Gomes 18' | Público: 27 904[carece de fontes?] Árbitro: ECU Roddy Zambrano |

| 24 de abril   | Santos                            | 2 – 0     | Estudiantes | Estádio Vila Belmiro, Santos             |
| 21:30 (UTC−3) | Gabriel 43' · Lucas Veríssimo 49' | Relatório |             | Público: 10 969 Árbitro: PAR Éber Aquino |

| 25 de abril   | Nacional                                                | 4 – 0     | Real Garcilaso | Estádio Gran Parque Central, Montevidéu                     |
| 19:15 (UTC−3) | Rodríguez 39' · Corujo 80' · Barcia 85' · Bergessio 88' | Relatório |                | Público: 22 000[carece de fontes?] Árbitro: VEN José Argote |

| 1 de maio     | Real Garcilaso | 0 – 0     | Estudiantes | Estádio Inca Garcilaso de la Vega, Cusco                       |
| 17:15 (UTC−5) |                | Relatório |             | Público: 29 081[carece de fontes?] Árbitro: CHI Julio Bascuñán |

| 1 de maio     | Nacional   | 1 – 0     | Santos | Estádio Gran Parque Central, Montevidéu                       |
| 21:30 (UTC−3) | Barcia 57' | Relatório |        | Público: 26 500[carece de fontes?] Árbitro: COL Wilmar Roldán |

| 24 de maio    | Santos | 0 – 0     | Real Garcilaso | Estádio Vila Belmiro, Santos               |
| 19:15 (UTC−3) |        | Relatório |                | Público: 5 016 Árbitro: VEN Alexis Herrera |

| 24 de maio    | Estudiantes                             | 3 – 1     | Nacional  | Estádio Ciudad de La Plata, La Plata |
| 19:15 (UTC−3) | Otero 61' (pen), 89' (pen) · Melano 68' | Relatório | Zunino 3' | Árbitro: PAR Mario Díaz de Vivar     |

### Grupo G
| Pos | Equipe         | Pts | J | V | E | D | GP | GC | SG  | Classificado               |  | COR | IND | MIL | LAR |
| --- | -------------- | --- | - | - | - | - | -- | -- | --- | -------------------------- |  | --- | --- | --- | --- |
| 1   | Corinthians    | 10  | 6 | 3 | 1 | 2 | 11 | 5  | +6  | Fase final                 |  | —   | 1–2 | 0–1 | 2–0 |
| 2   | Independiente  | 10  | 6 | 3 | 1 | 2 | 6  | 4  | +2  | Fase final                 |  | 0–1 | —   | 1–0 | 2–0 |
| 3   | Millonarios    | 8   | 6 | 2 | 2 | 2 | 7  | 4  | +3  | Play-offs da Sul-Americana |  | 0–0 | 1–1 | —   | 4–0 |
| 4   | Deportivo Lara | 6   | 6 | 2 | 0 | 4 | 5  | 16 | −11 |                            |  | 2–7 | 1–0 | 2–1 | —   |

| 28 de fevereiro | Millonarios | 0 – 0     | Corinthians | Estádio El Campín, Bogotá                                      |
| 19:45 (UTC−5)   |             | Relatório |             | Público: 25 589[carece de fontes?] Árbitro: ECU Roddy Zambrano |

| 1 de março    | Deportivo Lara | 1 – 0     | Independiente | Estádio Metropolitano, Cabudare                           |
| 18:15 (UTC−4) | Sierra 11'     | Relatório |               | Público: 5 100[carece de fontes?] Árbitro: PER Diego Haro |

| 14 de março   | Corinthians                           | 2 – 0     | Deportivo Lara | Arena Corinthians, São Paulo             |
| 21:45 (UTC−3) | Emerson Sheik 64' · Pernía 76' (g.c.) | Relatório |                | Público: 31 767 Árbitro: BOL Raúl Orosco |

| 15 de março   | Independiente | 1 – 0     | Millonarios | Estádio Libertadores de América, Avellaneda                     |
| 21:30 (UTC−3) | Benítez 23'   | Relatório |             | Público: 32 654[carece de fontes?] Árbitro: URU Leodán González |

| 17 de abril   | Millonarios                            | 4 – 0     | Deportivo Lara | Estádio El Campín, Bogotá                                   |
| 19:30 (UTC−5) | Del Valle 19', 34', 78' · Quiñónes 66' | Relatório |                | Público: 24 309[carece de fontes?] Árbitro: ECU Carlos Orbe |

| 18 de abril   | Independiente | 0 – 1     | Corinthians | Estádio Libertadores de América, Avellaneda                      |
| 21:45 (UTC−3) |               | Relatório | Jadson 80'  | Público: 38 500[carece de fontes?] Árbitro: URU Daniel Fedorczuk |

| 24 de abril   | Deportivo Lara       | 2 – 1     | Millonarios         | Estádio Metropolitano, Cabudare                                 |
| 18:15 (UTC−4) | Sierra 9', 27' (pen) | Relatório | Del Valle 69' (pen) | Público: 9 103[carece de fontes?] Árbitro: PER Michael Espinoza |

| 2 de maio     | Corinthians | 1 – 2     | Independiente                  | Arena Corinthians, São Paulo                 |
| 21:45 (UTC−3) | Jadson 31'  | Relatório | Benítez 1' · Romero 24' (g.c.) | Público: 34 287 Árbitro: PER Víctor Carrillo |

| 17 de maio    | Millonarios       | 1 – 1     | Independiente | Estádio El Campín, Bogotá                                     |
| 19:30 (UTC−5) | Cadavid 58' (pen) | Relatório | Giglotti 74'  | Público: 18 634[carece de fontes?] Árbitro: CHI Roberto Tobar |

| 17 de maio    | Deportivo Lara            | 2 – 7     | Corinthians                                                                        | Estádio Metropolitano, Cabudare                              |
| 20:30 (UTC−4) | Reyes 45' · Hernández 76' | Relatório | Jadson 10', 31' (pen), 51' · Sidcley 69' · Romero 85' · Junior Dutra 90+9', 90+11' | Público: 20 000[carece de fontes?] Árbitro: URU Andrés Cunha |

| 24 de maio    | Independiente               | 2 – 0     | Deportivo Lara | Estádio Libertadores de América, Avellaneda |
| 21:30 (UTC−3) | Benítez 37' · Gigliotti 80' | Relatório |                | Árbitro: PAR Éber Aquino                    |

| 24 de maio    | Corinthians | 0 – 1     | Millonarios  | Arena Corinthians, São Paulo            |
| 21:30 (UTC−3) |             | Relatório | Carrillo 72' | Público: 30 340 Árbitro: PER Diego Haro |

### Grupo H
| Pos | Equipe                 | Pts | J | V | E | D | GP | GC | SG  | Classificado               |  | PAL | BOC | JUN | ALI |
| --- | ---------------------- | --- | - | - | - | - | -- | -- | --- | -------------------------- |  | --- | --- | --- | --- |
| 1   | Palmeiras              | 16  | 6 | 5 | 1 | 0 | 14 | 3  | +11 | Fase final                 |  | —   | 1–1 | 3–1 | 2–0 |
| 2   | Boca Juniors           | 9   | 6 | 2 | 3 | 1 | 8  | 4  | +4  | Fase final                 |  | 0–2 | —   | 1–0 | 5–0 |
| 3   | Junior de Barranquilla | 7   | 6 | 2 | 1 | 3 | 5  | 8  | −3  | Play-offs da Sul-Americana |  | 0–3 | 1–1 | —   | 1–0 |
| 4   | Alianza Lima           | 1   | 6 | 0 | 1 | 5 | 1  | 13 | −12 |                            |  | 1–3 | 0–0 | 0–2 | —   |

| 1 de março    | Alianza Lima | 0 – 0     | Boca Juniors | Estádio Nacional, Lima                                           |
| 19:30 (UTC−5) |              | Relatório |              | Público: 36 503[carece de fontes?] Árbitro: URU Daniel Fedorczuk |

| 1 de março    | Junior de Barranquilla | 0 – 3     | Palmeiras                           | Estádio Metropolitano, Barranquilla                             |
| 19:30 (UTC−5) |                        | Relatório | Bruno Henrique 19', 70' · Borja 51' | Público: 28 753[carece de fontes?] Árbitro: PAR Enrique Cáceres |

| 3 de abril    | Palmeiras                      | 2 – 0     | Alianza Lima | Allianz Parque, São Paulo                |
| 21:30 (UTC−3) | Thiago Martins 10' · Borja 46' | Relatório |              | Público: 30 456 Árbitro: VEN José Argote |

| 4 de abril    | Boca Juniors | 1 – 0     | Junior de Barranquilla | Estádio La Bombonera, Buenos Aires                             |
| 21:45 (UTC−3) | Pavón 27'    | Relatório |                        | Público: 47 546[carece de fontes?] Árbitro: PAR Ulises Mereles |

| 11 de abril   | Palmeiras | 1 – 1     | Boca Juniors | Allianz Parque, São Paulo                 |
| 21:45 (UTC−3) | Keno 89'  | Relatório | Tévez 90+1'  | Público: 37 192 Árbitro: URU Andrés Cunha |

| 19 de abril   | Alianza Lima | 0 – 2     | Junior de Barranquilla | Estádio Alejandro Villanueva, Lima                             |
| 19:30 (UTC−5) |              | Relatório | Chará 9' · Álvez 82'   | Público: 15 400[carece de fontes?] Árbitro: ECU Roddy Zambrano |

| 25 de abril   | Boca Juniors | 0 – 2     | Palmeiras                 | Estádio La Bombonera, Buenos Aires                            |
| 21:45 (UTC−3) |              | Relatório | Keno 39' · Lucas Lima 66' | Público: 45 200[carece de fontes?] Árbitro: CHI Roberto Tobar |

| 26 de abril   | Junior de Barranquilla | 1 – 0     | Alianza Lima | Estádio Metropolitano, Barranquilla                            |
| 19:30 (UTC−5) | Ruiz 60'               | Relatório |              | Público: 29 000[carece de fontes?] Árbitro: VEN Alexis Herrera |

| 2 de maio     | Junior de Barranquilla | 1 – 1     | Boca Juniors    | Estádio Metropolitano, Barranquilla                            |
| 17:15 (UTC−5) | Ruiz 32'               | Relatório | Ruiz 50' (g.c.) | Público: 44 195[carece de fontes?] Árbitro: ECU Roddy Zambrano |

| 3 de maio     | Alianza Lima       | 1 – 3     | Palmeiras                            | Estádio Alejandro Villanueva, Lima                          |
| 19:30 (UTC−5) | Cruzado 71' (pen.) | Relatório | Willian 19' · Hyoran 31' · Borja 66' | Público: 15 793[carece de fontes?] Árbitro: BOL Gery Vargas |

| 16 de maio    | Boca Juniors                                         | 5 – 0     | Alianza Lima | Estádio La Bombonera, Buenos Aires                                  |
| 21:45 (UTC−3) | Cardona 11' · Fabra 19' · Ábila 34', 41' · Tévez 54' | Relatório |              | Público: 50 000[carece de fontes?] Árbitro: PAR Mario Díaz de Vivar |

| 16 de maio    | Palmeiras           | 3 – 1     | Junior de Barranquilla | Allianz Parque, São Paulo                    |
| 21:45 (UTC−3) | Borja 51', 59', 68' | Relatório | Gutiérrez 66'          | Público: 25 787 Árbitro: PAR Enrique Cáceres |